# Enrique Tejera París
Enrique Tejera París (Caracas, 29 de abril de 1919 - Caracas, 11 de noviembre de 2015) fue un político, abogado, economista y diplomático venezolano, quien fue gobernador del estado Sucre, así como jefe de Cordiplan, senador y canciller de Venezuela.

## Biografía

### Actividad intelectual y académica
Único hijo del científico Enrique Tejera Guevara y de Valentina París Ambard. Realizó estudios secundarios en el caraqueño Colegio La Salle. En 1942 se graduó en la primera promoción de Ciencias Económicas y Sociales en la Universidad Central de Venezuela (UCV) de Caracas. Fue delegado estudiantil y presidente de la Federación de Estudiantes de Venezuela, obtuvo el doctorado y siendo profesor de derecho constitucional de la UCV, dirigió y reformó otras cátedras de estudios, incluso fundó algunas nuevas como la de Economía para Ingenieros, de Administración Pública y de Participación de los Trabajadores. En 1943 realizó así mismo un postgrado en Moneda y Bancos. Tejera París hablaba cinco idiomas.
En otras actividades fue designado presidente de los Scouts de Venezuela y ejerció por un tiempo la abogacía, siendo socio fundador del escritorio jurídico Cottin, Tejera París & Asociados.

### Carrera política
Militó en el Partido Democrático Nacional. Funcionario público en el gobierno de Isaías Medina Angarita y su sucesor Rómulo Gallegos. Ingresó en el partido socialdemócrata Acción Democrática (AD), siendo en los gobiernos de este partido sucesivamente fiscal general de Seguros, director Administrativo del Ministerio de Agricultura, jefe de la Misión de Inmigración en Roma (promoviendo la política migratoria de ciudadanos europeos) y miembro de la Comisión de Estudios Financieros y Administrativos del Ministerio de Hacienda.

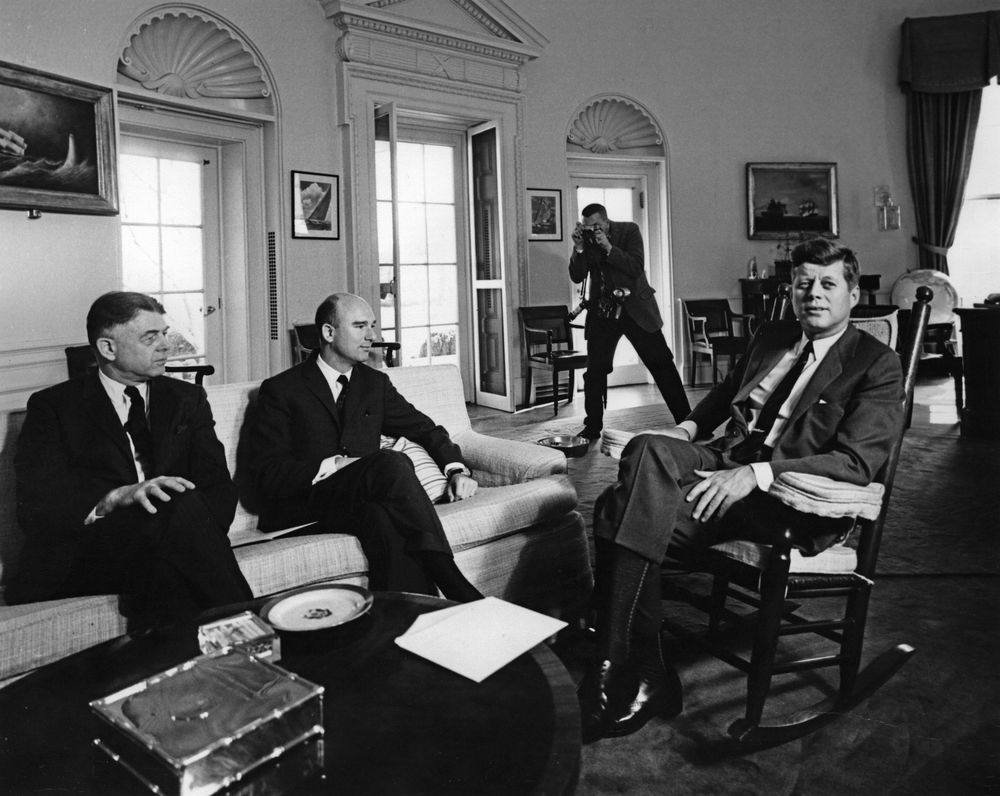
Presidente John F. Kennedy con, Enrique Tejera París.

El 23 de enero de 1958, el mismo día que fue derrocado el dictador Marcos Pérez Jiménez, y ya como miembro del gobierno provisional encabezado por el Contralmirante Wolfgang Larrazábal fundó el Sistema Nacional de Planificación y Coordinación (Cordiplan) siendo una institución con facultades similares al Ministerio de Finanzas. El 18 de febrero de 1959 es designado Gobernador del Estado Sucre por el gobierno central, cargo que ocupa hasta el 26 de diciembre de 1961. Asimismo en 1962 fue presidente del Banco Industrial, dejándolo sin deudas y con su capital aumentado 8 veces. Elegido senador del parlamento en el periodo 1969-1974 por votación popular. En 1989 ejerció como Ministro de Relaciones Exteriores en el gobierno de Carlos Andrés Pérez.
Tejera París también realizó actividades diplomáticas en los distintos gobiernos de la etapa democrática como embajador de Venezuela en España y Estados Unidos (1963 hasta 1968), siendo desde ese cargo uno de los principales voceros latinoamericanos en contra del gobierno cubano presidido por Fidel Castro, además fue elegido embajador ante la Organización de los Estados Americanos (OEA) y las Naciones Unidas. Entre otros organismos multilaterales donde llegó a laborar se puede mencionar el Fondo Monetario Internacional, ejerciendo como Director Ejecutivo en representación de Venezuela, México y Centroamérica.
El 20 de diciembre de 2002, se allanó su domicilio por parte a la policía política Disip, acusándolo de «rebelión militar y abuso de autoridad», contra el gobierno de Hugo Chávez, siendo posteriormente demostrada su inocencia y no participación en conspiración alguna, tras diversos procesos judiciales. Tejera se postula como precandidato presidencial a las elecciones presidenciales de 2006, sin embargo se retiró poco después para apoyar al candidato opositor de consenso, Manuel Rosales.

### Fallecimiento
Falleció en Caracas el 11 de noviembre de 2015 a los 96 años debido a un cáncer de próstata.

## Publicaciones
- Los empleados públicos y la reforma administrativa (1945)
- Organización de oficinas públicas (1948)
- Organigramas y flujogramas (1954)
- Dos elementos de gobierno (1960)
- Administración pública (1962)
- La formación de un caraqueño. Memorias, primer tomo. Caracas. Editorial Planeta (1994-1996 2.ª. Edición).
- La constitución somos nosotros mismos (1999)
- Venezuela y el dios de los borrachos. Semi-memorias. Caracas: Editorial Libros Marcados, 2007.
- Dos golpes y una transición. Memorias (1945-1958), segundo tomo. Caracas: Editorial Libros Marcados, editado por Fausto Masó, 2009.
- Gobierno en mano. Memorias (1958-1963), tercer tomo. Caracas: Editorial Libros Marcados, editado por Fausto Masó, 2009.
- Cuando Venezuela tenía razón. Memorias (Washington, 1963), cuarto tomo. Caracas: Editorial Libros Marcados, editado por Fausto Masó, 2013.